# Jano David Martínez
Jano David Martínez (Bahía Blanca, 24 de abril de 2003) es un baloncestista argentino que juega en la posición de Base. Actualmente integra el plantel de Ferro en la Liga Nacional de Básquet.

## Trayectoria
Debutó a los 14 años en Villa Mitre por el la Liga Federal. Se convirtió en el jugador más joven en jugar La Liga. En enero de 2024 consiguió un Triple-doble con 15 puntos, 10 rebotes y 13 asistencias. En febrero de 2024 dio 21 asistencias.
En agosto de 2024 llegó a Ferro Carril Oeste para disputar por primera vez la Liga Nacional de Básquet. Al final de la temporada consiguió el premio de revelación/debutante.

## Palmarés

### Individual
- Actualizado hasta el 10 de junio de 2025.

| Título               | Club  | País      | Año     | R.    |
| -------------------- | ----- | --------- | ------- | ----- |
| Revelación/debutante | Ferro | Argentina | 2024-25 | [ 5 ] |

## Vida personal
Es hermano del futbolista Lautaro Martínez.